# Salmisaari (ö i Mellersta Finland, Saarijärvi-Viitasaari)
Salmisaari är en ö i Finland. Den ligger i sjön Alvajärvi och i kommunen Pihtipudas i den ekonomiska regionen  Saarijärvi-Viitasaari och landskapet Mellersta Finland, i den centrala delen av landet, 400 km norr om huvudstaden Helsingfors. Öns area är 0,5 hektar och dess största längd är 140 meter i öst-västlig riktning.